# Championnats d'Europe d'aviron 1973
Navigation
Édition précédente Édition suivante
Les championnats d'Europe d'aviron 1973, soixante-sixième édition des championnats d'Europe d'aviron (et vingtième chez les femmes), ont lieu le 25 août 1973 à Moscou, en Russie.

## Palmarès

### Femmes
| Épreuves                           | Or | Or            | Argent | Argent        | Bronze | Bronze        |
| ---------------------------------- | --- | ------------- | --- | ------------- | --- | ------------- |
| Skiff W1x                          | Union soviétique Genovaitė Ramoškienė | 3 min 59 s 97 | Belgique Christine Wasterlain | 4 min 00 s 36 | Allemagne de l'Ouest Edith Eckbauer | 4 min 06 s 68 |
| Deux de couple W2x                 | Union soviétique Olga Klinisheva Elena Antonova | 3 min 40 s 05 | Pays-Bas Helie Klaasse Andrea Vissers | 3 min 42 s 80 | Allemagne de l'Ouest Regine Adam Astrid Hohl | 3 min 43 s 91 |
| Quatre avec barreur W4+            | Pays-Bas Liesbeth de Graaff Myriam Steenman Hette Borrias Liesbeth de Bruin Yvonne Vischschraper (Barr.)                                                         | 3 min 38 s 13 | Allemagne de l'Est Maria Notbohm Sabine Dähne Angelika Noack Rosel Nitsche Christa Karnath (Barr.)                                                                  | 3 min 38 s 89 | Pologne Anna Karbowiak Małgorzata Kawalska Bogusława Tomasiak Barbara Wojciechowska Maria Peleszok (Barr.)                                                     | 3 min 41 s 86 |
| Quatre de couple avec barreur W4x+ | Allemagne de l'Est Sabine Jahn Brigitte Ahrenholz Ursula Wagner Roswietha Reichel Monika Kurtz (Barr.)                                                           | 3 min 30 s 63 | Roumanie Elisabeta Lazăr Maria Micșa Mărioara Singiorzan Teodora Boicu Maria Ghiata (Barr.)                                                                         | 3 min 32 s 56 | Union soviétique Vera Nikolskaia Ludmila Andreeva Ludmila Parfenova Vera Fiodoreva Ludmila Arzakovskaia (Barr.)                                                | 3 min 33 s 55 |
| Huit W8+                           | Union soviétique Sofia Beketova Larissa Sotskova Vera Alexeyeva Olga Shvetsova Nina FilatoVa Nina Abramova Valentina Rubtsova Nina Bystrova Nina Frolova (Barr.) | 3 min 21 s 13 | Allemagne de l'Est Monika Mittenzwei Renate Kruska Ilona Richter Irina Müller Christa Staack Helma Mähren Henrietta Dobler Renate Schlenzig Sabine Brincker (Barr.) | 3 min 22 s 58 | Roumanie Cornelia Neacșu Florica Petcu Elena Gawluk Aurelia Marinescu Cristel Wiener Filigonia Toll Viorica Lincaru Ecaterina Trancioveanu Aneta Matei (Barr.) | 3 min 23 s 78 |

### Hommes
| Épreuves                | Or | Or            | Argent | Argent        | Bronze | Bronze        |
| ----------------------- | --- | ------------- | --- | ------------- | --- | ------------- |
| Skiff M1x               | Allemagne de l'Ouest Peter-Michael Kolbe | 8 min 02 s 77 | Union soviétique Vytautas Butkus | 8 min 05 s 87 | Allemagne de l'Est Wolfgang Güldenpfennig | 8 min 07 s 09 |
| Deux de couple M2x      | Allemagne de l'Est Christof Kreuziger Uli Schmied | 7 min 26 s 95 | Union soviétique Gennadi Korshikov Aleksandr Timoshinin                                                                                              | 7 min 33 s 97 | Grande-Bretagne Michael Hart Chris Baillieu | 7 min 41 s 87 |
| Deux sans barreur M2-   | Roumanie Dumitru Grumezescu Ilie Oanță | 7 min 39 s 10 | Nouvelle-Zélande Wybo Veldman Noel Mills | 7 min 42 s 63 | Allemagne de l'Ouest Winfried Ringwald Alois Bierl | 7 min 43 s 53 |
| Deux avec barreur M2+   | Union soviétique Nikolay Ivanov Vladimir Eshinov Aleksandr Lukyanov (Barr.) | 8 min 09 s 83 | Allemagne de l'Est Jörg Lucke Wolfgang Gunkel Klaus-Dieter Neubert (Barr.)                                                                           | 8 min 13 s 42 | Roumanie Petre Ceapura Ștefan Tudor Gheorghe Gheorghiu (Barr.) | 8 min 15 s 67 |
| Quatre sans barreur M4- | Allemagne de l'Est Rul Melke Henry Prochnow Gottfried Döhn Reinhard Martin | 6 min 56 s 67 | Union soviétique Mindaugas Vaitkus Beniaminas Natsevicius Tiit Helmja Apolinaras Grigas                                                              | 7 min 00 s 55 | Norvège Rolf Andreassen Arne Bergodd Odd Sørum Ole Nafstad | 7 min 01 s 85 |
| Quatre avec barreur M4+ | Union soviétique Gennadi Moskovski Aleksandr Plyushkin Vladimir Vasilyev Anatoly Nemtyryov Alexandr Jarov (Barr.)                                                                     | 7 min 08 s 17 | Allemagne de l'Est Eckhard Martens Rolf Jobst Reinhard Gust Dietrich Zander Klaus-Dieter Ludwig (Barr.)                                              | 7 min 18 s 20 | Tchécoslovaquie František Provazník Vladimír Jánoš Karel Neffe Otakar Mareček Vladimír Petříček (Barr.)                                                                            | 7 min 18 s 81 |
| Huit M8+                | Allemagne de l'Est Heinrich Mederow Detlef Lamm Andreas Decker Stefan Semmler Bernd Landvoigt Karl-Heinz Prudöhl Werner Klatt Friedrich-Wilhelm Ulrich Karl-Heinz Danielowski (Barr.) | 6 min 19 s 02 | Tchécoslovaquie Jiří Stefan Miroslav Vraštil Sr. Josef Neštický Pavel Batěk Václav Mls Pavel Konvička Petr Lakomý Lubomír Zapletal Jiří Pták (Barr.) | 6 min 33 s 18 | Union soviétique Aleksandr Ryazankin Vladimir Savelov Aleksandr Martyshkin Nikolay Surov Sergey Kolyaskin Boris Vorobyov Givi Nikuradze Vladimir Rikkanen Yuriy Lorentsson (Barr.) | 6 min 36 s 14 |